# Jeremy Lin
Pour les articles homonymes, voir Lin.
Jeremy Lin (en chinois : 林書豪, en Hanyu pinyin : Lín Shūháo), né le 23 août 1988 à Torrance, en Californie, est un joueur américain de basket-ball évoluant au poste de meneur de jeu. Il est le premier américain d'origine taïwanaise à évoluer dans la NBA.
Étudiant à l'université Harvard, Jeremy Lin se présente à la draft 2010 de la NBA mais n'est pas sélectionné. Le meneur de jeu obtient tout de même un contrat avec les Warriors de Golden State où il obtient peu de temps de jeu en sortie de banc. Après sa première saison dans la ligue, il est libéré de son contrat par les Warriors. Récupéré puis libéré de nouveau par les Rockets de Houston, Lin obtient une place dans l'effectif des Knicks de New York.
En février 2012, il mène l'équipe des Knicks à une surprenante série de victoires et gagne sa place de titulaire. La ferveur autour de ses performances est telle que les observateurs parlent de Linsanity. Sélectionné pour la rencontre du Rising Stars Challenge, sa popularité est telle qu'il multiplie les ventes de places et de maillots des Knicks. En mars, la série se conclut par une blessure au genou gauche qui l'oblige à se faire opérer et à mettre un terme à sa saison.
Agent libre restreint, le meneur est agressivement recruté par les Rockets de Houston, faisant de Lin un multi-millionnaire. Titulaire, il connait des débuts difficiles et est même remplacé par Patrick Beverley au début de la saison NBA 2013-2014. Sixième homme, il enchaîne entre bonnes performances et blessures. En juin 2014, il est échangé aux Lakers de Los Angeles et est de nouveau mis sur le banc par Byron Scott.
Recruté par les Hornets de Charlotte en 2015, il n'y reste qu'une seule saison, relançant sa carrière après les précédentes expériences difficiles. Ces performances lui permettent de parapher un contrat de trois ans et 36 millions de dollars pour les Nets de Brooklyn en juillet 2016. Il subit de nouveau plusieurs blessures importantes qui le laissent hors des terrains.

## Biographie

### Enfance et famille
Jeremy Lin est né à Torrance, en Californie, et a grandi à Palo Alto, dans la région de la baie de San Francisco. Ses parents, Gie-Ming et Shirley, sont originaires de Taïwan et sont venus aux États-Unis dans les années 1970. Ses grands-parents sont aussi originaires de Taïwan. Ses ancêtres sont quant à eux originaires du Fujian en Chine. Il a aussi deux frères, Josh et Joseph.

### À l'école secondaire (Palo Alto High School)
Dans sa dernière année à l'école secondaire, en 2005-2006, Lin emmène la Palo Alto High School à un record de 32 victoires pour 1 défaite. Il est nommé dans la première équipe de la ligue et joueur de l'année de la division II de la Californie du Nord à l'issue de sa dernière année où il présente des statistiques de 15,1 points, 7,1 passes décisives, 6,2 rebonds et 5,0 interceptions.

### Cursus universitaire
Lin souhaitait intégrer l'Université Stanford ou UCLA, cependant il n'est pas accepté non pas pour ses notes mais pour son niveau en basket-ball. Il rejoint alors Harvard, université très réputée mais pas pour son équipe de basket-ball comme l'est UCLA notamment. Il va jouer pour les Crimson d'Harvard pendant ses 4 années universitaires. Lin tente sa chance à la draft de 2010 mais n'est pas sélectionné. Il sort de Harvard avec un diplôme en économie.

### Carrière professionnelle

#### Des débuts dans l'ombre (2010-2011)
Jeremy Lin n'est pas drafté dans la NBA ; en effet l'Université Harvard n'est pas réputée pour sa formation en basket-ball. Cependant, il est invité par plusieurs franchises aux Summer League, notamment par les Mavericks de Dallas. Lin reçoit plusieurs offres de contrats, et choisit les Warriors de Golden State, d'abord parce que c'est l'équipe dont il était fan étant petit et également parce qu'il a grandi dans la région. Il joue très peu avec les Warriors.
La saison suivante, juste après la fin du lock-out, Lin est remercié par les Warriors, le 9 décembre 2011. Il passe quelques jours aux Rockets de Houston avant d'être de nouveau remercié juste avant le début de la saison NBA. Il signe avec les Knicks de New York le 27 décembre. Les Knicks font face à des problèmes de blessures au poste de meneur. Il est le troisième meneur de l'équipe. Son premier match se fait face aux Warriors, son ancienne équipe. Il joue très peu, les Knicks l'envoient en D-League le 17 janvier 2012. Après un triple-double avec les BayHawks d'Érié, il réintègre la franchise de New York mais joue très peu lors des derniers matches de janvier.

#### L'éclosion à New York (2012)

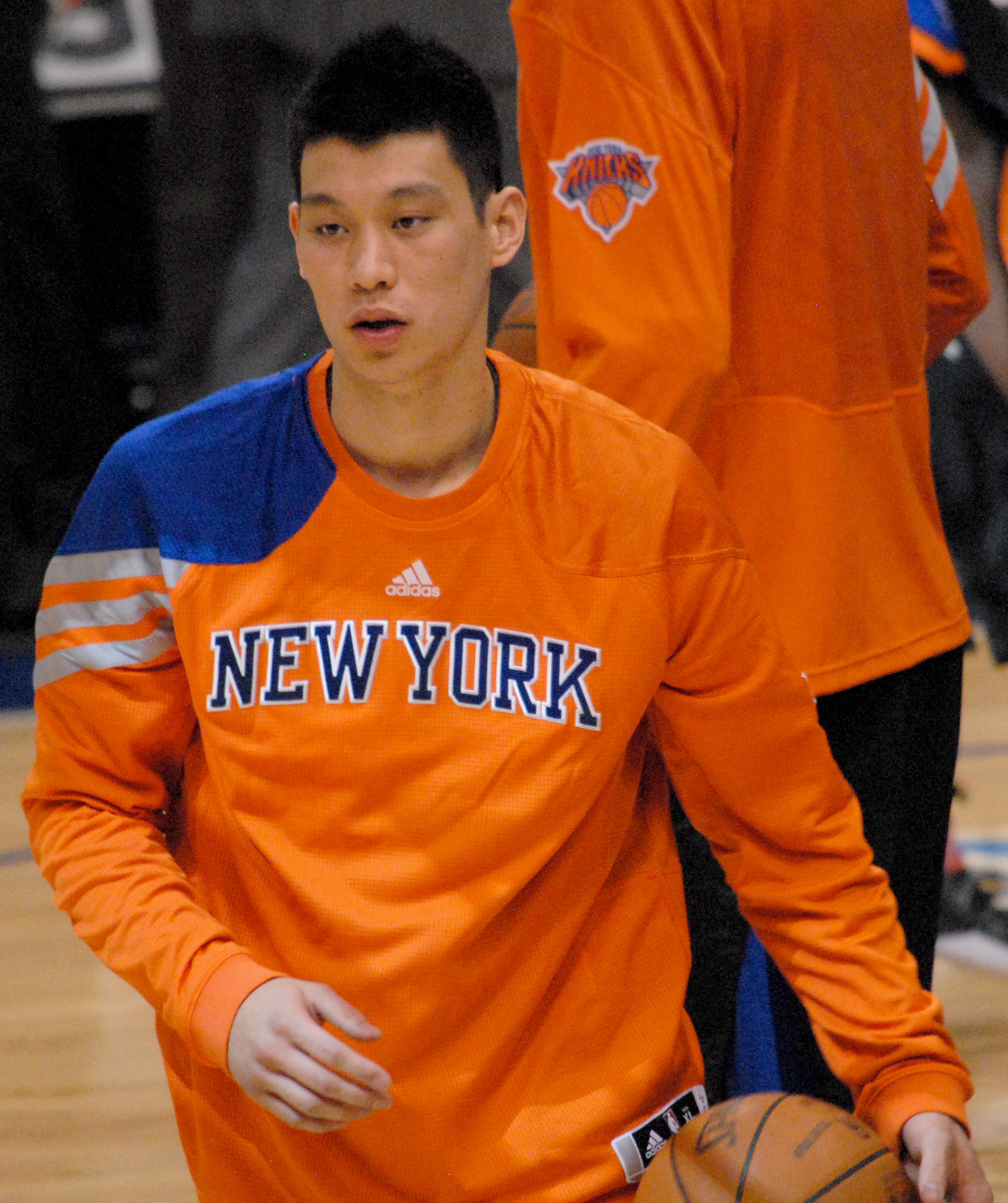
Jeremy Lin en mars 2012.

Le 4 février 2012, il réalise son meilleur match en carrière, face aux Nets du New Jersey en compilant 25 points, 5 rebonds et 7 passes décisives. Remplaçant, Lin réussit une première mi-temps de bonne facture et impressionne Carmelo Anthony, la vedette de l'équipe, qui demande à l'entraîneur Mike D'Antoni de le faire jouer davantage en deuxième période. D'Antoni va plus loin et décide de faire de Lin le nouveau meneur de jeu titulaire de son équipe.
Lors des matches suivants, Lin continue sur sa lancée et permet à son équipe d'enchaîner les victoires, malgré les absences de Carmelo Anthony et Amar'e Stoudemire. Le 10 février 2012, l'ancien pensionnaire d'Harvard bat une nouvelle fois un de ses records personnels en inscrivant 38 points face aux Lakers de Los Angeles de Kobe Bryant. Depuis l'intégration des franchises ABA au sein de la NBA, en 1977, aucun joueur n'a cumulé d'aussi bonnes statistiques lors de ses cinq premières titularisations (136 points et plus de 20 points et 7 passes décisives de moyenne). Le public du Madison Square Garden en fait rapidement son chouchou, d'autant que les victoires sont de nouveau au rendez-vous. En conséquence, il est élu meilleur joueur de la conférence Est pour la semaine du 6 au 12 février 2012, et devient le premier joueur à avoir réussi cette performance en D-League et en NBA. Sa réussite soudaine et inattendue provoque un engouement sans précédent. Inconnu de tous 15 jours auparavant, Lin est désormais le sujet de discussion numéro un de tous les journaux et sites internet sportifs du pays, Sport Illustrated lui consacre même sa couverture. Son coéquipier Tyson Chandler résume ainsi la situation : « En seulement quelques jours, il est passé de joueur de fond du banc à sportif dont on parle le plus dans le monde. Je n'avais jamais rien vu de tel »[réf. nécessaire].
Le 14 février 2012, à Toronto face aux Raptors de Toronto, il réussit son premier panier victorieux, un tir à trois points, avec seulement 5 dixièmes de seconde restants à jouer. Sur la possession précédente, il perfore la défense de Toronto et réussit un 2+1 pour permettre à son équipe d'égaliser. Les Knicks gagnent le match 90 à 87 et poursuivent leur série de victoires (6 consécutives).
Le lendemain, il bat son record de passes décisives en carrière avec 13 passes décisives en à peine plus de 26 minutes, face aux Kings de Sacramento. Les Knicks remportent leur septième victoire consécutive et équilibrent leur bilan (15 victoires en 30 matches) pour la première fois depuis le 2 janvier 2012.
Après une défaite contre les Hornets de La Nouvelle-Orléans, il reprend sa marche en avant avec les Knicks, en battant les Mavericks de Dallas, champions en titre. Lin inscrit 28 points, auxquels il faut ajouter 14 passes décisives (nouveau record en carrière), 5 rebonds et 5 interceptions.
Jeremy Lin continue son ascension, il est sélectionné par Shaquille O'Neal pour prendre part au Rising Stars Challenge pendant le NBA All-Star Game 2012.
Lin se blesse et est indisponible pour six semaines à compter du 31 mars 2012 ; il doit subir une arthroscopie du genou gauche.

#### Direction Houston (2012-2013)

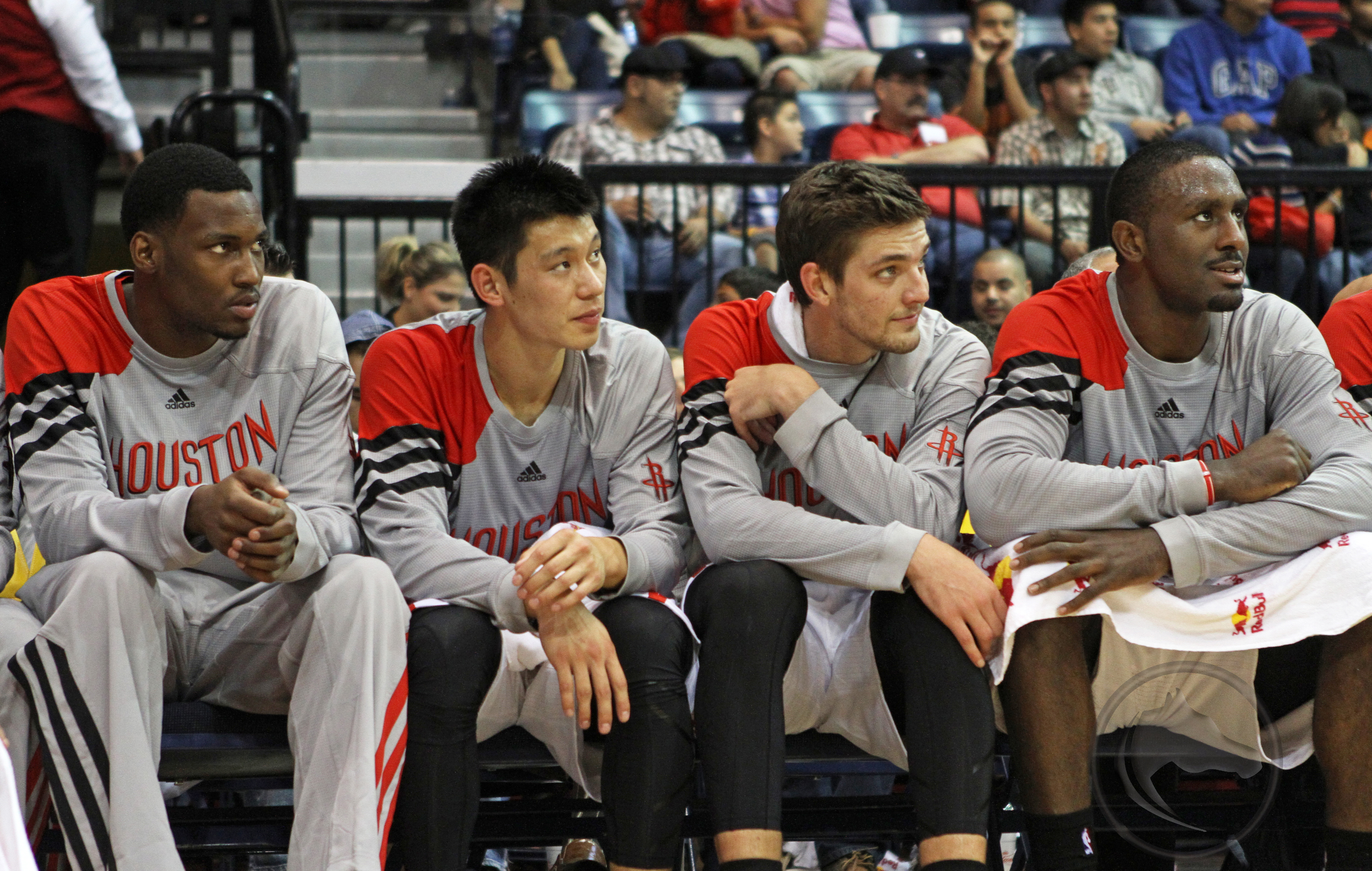
Jeremy Lin sur le banc des Rockets.

Durant l'intersaison 2012, les Knicks de New York encouragent Lin à chercher une autre franchise. À l'inverse, en regard de ses bonnes performances et de sa popularité dans le monde, lui et la presse s'attendent à ce que l'équipe le prolonge. Les Rockets de Houston offrent alors un contrat de 28,8 millions de dollars sur quatre ans au meneur américain. Woodson a déclaré que les Knicks seraient prêts à égaler l'offre de Houston et que Lin serait son meneur titulaire. Les Rockets surenchérissent alors et s'entendent avec New York, offrant un contrat de trois ans, et 25 millions de dollars. Les deux premières années de son contrat sont payées de 5 millions de dollars et $ 5,225 millions, respectivement, suivis par 14,8 millions de dollars dans la troisième année. Les Knicks sont dans l'incapacité d'égaler l'offre que Carmelo Anthony juge « grotesque ». Néanmoins, beaucoup observateurs sont surpris, étant donné l'histoire de l'équipe et leur masse salariale élevée ; Lin n'aurait été que le quatrième salaire le plus élevé payé par les Knicks.
Les Knicks signent Raymond Felton pour le remplacer puisqu'il s'apprête à partir. Taxe de luxe incluse, le coût de Lin en 2014-15 a été estimé à 43 millions de dollars. Les Rockets ont commencé la saison avec un bilan de 5-7 et le plus jeune cinq majeur de la ligue. Lin a été l'auteur en moyenne de 10 points et 6,3 passes décisives, chiffres assez médiocres puisqu'il tourne à 33,3 % aux tirs et à 22,9 % à 3-points. Il touche le ballon moins souvent qu'à sa période avec les Knicks, et c'est son coéquipier de Houston, James Harden, qui a souvent le ballon en main pour les pick-and-roll avec Lin sur l'aile. Dans le match des Rockets le 23 novembre prochain, Lin fera face aux Knicks pour la première fois depuis son départ en tant qu'agent libre. Les Knicks ont commencé avec un bilan de 8-2 et c'est le meilleur bilan de la ligue, mais Houston a remporté le match à domicile 131-103, Lin marquant 13 points à 50 % de réussite aux tirs, pris sept rebonds et distillé trois passes. Il met fin à une série de cinq matchs sans 3-points. Toney Douglas faisant de bonnes prestations, Lin continue de perdre du temps de jeu. Pour autant, profitant de la blessure de son coéquipier Harden, blessé, Lin marque 38 points (9-16 à 56,2 %) dans une défaite 134 à 126 au profit des Spurs de San Antonio le 10 décembre 2013. La performance n'est pas sans rappeler son jeu au cours de la "Linsanity".
Lin n'a pas joué dans le 2013 All-Star Game, qui s'est tenu à Houston, après avoir terminé troisième au scrutin derrière Bryant et Chris Paul pour les deux arrières débutants dans le cinq majeur de la conférence Ouest.

#### Nouveau départ dans sa ville natale (2014)
Le 11 juillet 2014, il est transféré aux Lakers de Los Angeles avec un premier tour de draft en 2015 et d’un futur second tour de draft en échange de cash et des droits sur un joueur européen.

#### Hornets de Charlotte (2015-2016)
Le 8 juillet 2015, devenu agent libre, il signe un contrat de 4 millions de dollars sur 2 ans avec les Hornets de Charlotte. Après une bonne saison comme sixième homme avec une moyenne de 11,7 points par match, Lin et les Hornets atteignent les playoffs où ils sont finalement éliminés au premier tour par le Heat de Miami à l'issue d'un game 7 à sens unique après avoir mené la série 3-2.

#### Nets de Brooklyn (2016-2018)
Cela fait maintenant 6 ans que Linsanity est en NBA. Après une très bonne saison à Charlotte, le meneur avait déclaré en avoir assez de changer de ville et qu'il souhaitait rester quelques saisons à Charlotte où il était un back-up parfait pour Kemba Walker. Cependant, devenu agent libre lors de l'été 2016, il signe son retour dans la ville de New-York avec les Brooklyn Nets en paraphant un contrat à 36 millions de dollars sur trois ans pour remplacer Jarrett Jack. Lin a choisi une équipe en reconstruction dans laquelle lui a été promis un poste de titulaire.

#### Hawks d'Atlanta (2018 - février 2019)
Le 12 juillet 2018, il est envoyé aux Hawks d'Atlanta dans un échange à trois impliquant les Hawks, les Nets de Brooklyn, et les Nuggets de Denver.

#### Raptors de Toronto (février 2019-juin 2019)
Le 11 février 2019, il s'engage avec les Raptors de Toronto.
Le 13 juin 2019, il remporte le titre NBA avec son équipe des Toronto Raptors.

#### Expérience en Chine (depuis 2019)
Le 27 août 2019, il rejoint la Chine pour sa première expérience en dehors de la NBA en signant avec les Beijing Ducks.

### Vie personnelle
Lin est un chrétien pratiquant, il souhaite devenir pasteur, et diriger des organismes à but non lucratif, soit chez lui aux États-Unis ou à l'étranger,.

## Statistiques

### Universitaires
Les statistiques de Jeremy Lin en matchs universitaires sont les suivantes :
| Saison    | Équipe   | Matchs | Titul. | Min./m | % Tir | % 3pts | % LF | Rbds/m. | Pass/m. | Int/m. | Ctr/m. | Pts/m. |
| --------- | -------- | ------ | ------ | ------ | ----- | ------ | ---- | ------- | ------- | ------ | ------ | ------ |
| 2006-2007 | Harvard  | 28     | 0      | 18,1   | 41,0  | 28,1   | 81,8 | 2,50    | 1,75    | 1,00   | 0,11   | 4,68   |
| 2007-2008 | Harvard  | 30     | 30     | 31,3   | 44,8  | 27,9   | 62,1 | 4,80    | 3,57    | 1,93   | 0,60   | 12,57  |
| 2008-2009 | Harvard  | 28     | 28     | 34,8   | 50,2  | 40,0   | 74,4 | 5,46    | 4,25    | 2,39   | 0,64   | 17,75  |
| 2009-2010 | Harvard  | 29     | 29     | 32,2   | 51,9  | 34,1   | 75,5 | 4,38    | 4,45    | 2,45   | 1,07   | 16,41  |
| Carrière  | Carrière | 115    | 87     | 29,2   | 48,0  | 33,3   | 73,3 | 4,30    | 3,51    | 1,95   | 0,61   | 12,88  |

### Professionnelles

#### Saison régulière NBA
| Saison    | Équipe       | Matchs | Titul. | Min./m | % Tir | % 3pts | % LF | Rbds/m. | Pass/m. | Int/m. | Ctr/m. | Pts/m. |
| --------- | ------------ | ------ | ------ | ------ | ----- | ------ | ---- | ------- | ------- | ------ | ------ | ------ |
| 2010-2011 | Golden State | 29     | 0      | 9,8    | 38,9  | 20,0   | 76,0 | 1,17    | 1,45    | 1,14   | 0,31   | 2,62   |
| 2011-2012 | New York     | 35     | 25     | 26,9   | 44,6  | 32,0   | 79,8 | 3,06    | 6,14    | 1,57   | 0,26   | 14,63  |
| 2012-2013 | Houston      | 82     | 82     | 32,2   | 44,1  | 33,9   | 78,5 | 3,01    | 6,05    | 1,62   | 0,35   | 13,35  |
| 2013-2014 | Houston      | 71     | 33     | 28,9   | 44,6  | 35,8   | 82,3 | 2,63    | 4,14    | 0,96   | 0,38   | 12,54  |
| 2014-2015 | L. A. Lakers | 74     | 30     | 25,8   | 42,4  | 36,9   | 79,5 | 2,65    | 4,58    | 1,11   | 0,43   | 11,24  |
| 2015-2016 | Charlotte    | 78     | 13     | 26,3   | 41,2  | 33,6   | 81,5 | 3,24    | 3,01    | 0,74   | 0,54   | 11,72  |
| 2016-2017 | Brooklyn     | 36     | 33     | 24,5   | 43,8  | 37,2   | 81,6 | 3,80    | 5,10    | 1,20   | 0,40   | 14,50  |
| Carrière  | Carrière     | 405    | 216    | 26,6   | 43,3  | 35,0   | 80,4 | 2,90    | 4,50    | 1,20   | 0,40   | 12,00  |

#### Playoffs NBA
| Saison   | Équipe    | Matchs | Titul. | Min./m | % Tir | % 3pts | % LF  | Rbds/m. | Pass/m. | Int/m. | Ctr/m. | Pts/m. |
| -------- | --------- | ------ | ------ | ------ | ----- | ------ | ----- | ------- | ------- | ------ | ------ | ------ |
| 2013     | Houston   | 4      | 3      | 21,0   | 25,0  | 16,7   | 100,0 | 2,00    | 2,00    | 0,50   | 0,25   | 4,00   |
| 2014     | Houston   | 6      | 0      | 29,4   | 41,0  | 21,7   | 81,2  | 3,67    | 4,33    | 0,50   | 0,17   | 11,33  |
| 2016     | Charlotte | 6      | 0      | 28,2   | 40,0  | 25,0   | 81,6  | 2,50    | 3,00    | 0,50   | 0,00   | 13,00  |
| Carrière | Carrière  | 10     | 3      | 26,1   | 36,5  | 20,0   | 83,3  | 3,00    | 3,40    | 0,50   | 0,20   | 8,40   |

#### Saison régulière D-League
| Saison    | Équipe   | Matchs | Titul. | Min./m | % Tir | % 3pts | % LF | Rbds/m. | Pass/m. | Int/m. | Ctr/m. | Pts/m. |
| --------- | -------- | ------ | ------ | ------ | ----- | ------ | ---- | ------- | ------- | ------ | ------ | ------ |
| 2010-2011 | Reno     | 20     | 10     | 31,7   | 47,7  | 38,9   | 71,8 | 5,75    | 4,35    | 2,05   | 0,30   | 18,00  |
| 2011-2012 | Érié     | 1      | 1      | 44,4   | 52,9  | 0,0    | 90,9 | 11,00   | 12,00   | 2,00   | 1,00   | 28,00  |
| Carrière  | Carrière | 21     | 11     | 32,3   | 48,0  | 35,9   | 73,2 | 6,00    | 4,71    | 2,05   | 0,33   | 18,48  |

## Records sur une rencontre en NBA
Les records personnels de Jeremy Lin en NBA sont les suivants, :
| Type de statistique        | Saison régulière | Saison régulière               | Saison régulière | Playoffs | Playoffs                    | Playoffs      |
| Type de statistique        | Record           | Adversaire                     | Date             | Record   | Adversaire                  | Date          |
| -------------------------- | ---------------- | ------------------------------ | ---------------- | -------- | --------------------------- | ------------- |
| Points                     | 38               | 2 fois                         | 2 fois           | 21       | 2 fois                      | 2 fois        |
| Paniers marqués            | 13               | 2 fois                         | 2 fois           | 9        | Trail Blazers de Portland   | 30 avril 2014 |
| Paniers tentés             | 24               | @ Timberwolves du Minnesota    | 11 février 2012  | 16       | Heat de Miami               | 23 avril 2016 |
| Paniers à 3 points réussis | 9                | @ 76ers de Philadelphie        | 13 novembre 2013 | 2        | 2 fois                      | 2 fois        |
| Paniers à 3 points tentés  | 15               | @ 76ers de Philadelphie        | 13 novembre 2013 | 6        | @ Trail Blazers de Portland | 2 mai 2014    |
| Lancers francs réussis     | 16               | @ Celtics de Boston            | 10 avril 2017    | 8        | Heat de Miami               | 25 avril 2016 |
| Lancers francs tentés      | 17               | @ Celtics de Boston            | 10 avril 2017    | 9        | Heat de Miami               | 25 avril 2016 |
| Rebonds offensifs          | 5                | @ Hawks d'Atlanta              | 2 novembre 2012  | 3        | Trail Blazers de Portland   | 20 avril 2014 |
| Rebonds défensifs          | 10               | Cavaliers de Cleveland         | 1er février 2014 | 6        | @ Heat de Miami             | 27 avril 2016 |
| Rebonds totaux             | 12               | @ Celtics de Boston            | 10 avril 2017    | 6        | 2 fois                      | 2 fois        |
| Passes décisives           | 14               | Mavericks de Dallas            | 19 février 2012  | 7        | @ Heat de Miami             | 27 avril 2016 |
| Interceptions              | 6                | 2 fois                         | 2 fois           | 2        | 4 fois                      | 4 fois        |
| Contres                    | 3                | 5 fois                         | 5 fois           | 1        | 2 fois                      | 2 fois        |
| Balles perdues             | 9                | Hornets de La Nouvelle-Orléans | 17 février 2012  | 4        | @ Thunder d'Oklahoma City   | 21 avril 2013 |
| Minutes jouées             | 50               | @ Kings de Sacramento          | 25 janvier 2016  | 35       | @ Heat de Miami             | 27 avril 2016 |

- Double-double : 27
- Triple-double : 1

Dernière mise à jour : 18 décembre 2020

## Salaires
| Année       | Équipe                   | Salaire      |
| ----------- | ------------------------ | ------------ |
| 2010-2011   | Warriors de Golden State | 473 604 $    |
| 2011-2012*  | Knicks de New York       | 762 195 $    |
| 2012-2013   | Rockets de Houston       | 5 000 000 $  |
| 2013-2014   | Rockets de Houston       | 5 225 000 $  |
| 2014-2015   | Lakers de Los Angeles    | 14 898 938 $ |
| 2015-2016   | Hornets de Charlotte     | 2 139 000 $  |
| Total Gains | Total Gains              | 28 498 737 $ |
| 2016-2017   | Nets de Brooklyn         | 11 483 254 $ |
| 2017-2018   | Nets de Brooklyn         | 12 000 000 $ |
| 2018-2019   | Nets de Brooklyn         | 12 516 746 $ |

Note : * En 2011, le salaire moyen d'un joueur évoluant en NBA est de 5 150 000 $.

## Profil de jeu
Lin est un joueur polyvalent capable de shooter à l'extérieur comme de pénétrer dans la raquette.

## Anecdotes
- L'astéroïde de la ceinture principale (316020) Linshuhow, découvert en mars 2009 par les astronomes taïwanais Yuan-Sheng Tsai et Chen Tao lui a été dédié.
- Il est également une référence privilégiée du rappeur Freeze Corleone qui baptisera l'un de ses morceaux Jeremy Lin.

## Vie privée
Il est chrétien évangélique et a été un dirigeant de la communauté chrétienne asiatique américaine de Harvard University pendant ses études,.
En 2010, il a dit vouloir devenir pasteur après sa carrière sportive .